# Lijst van afleveringen van In Plain Sight
Dit is een lijst van afleveringen van In Plain Sight, een Amerikaanse televisieserie. De serie omvat op dit moment vier seizoenen.

## Seizoensoverzicht
| Seizoen | Aantal afleveringen | Uitgezonden VS                  | Verschijningsdatum dvd |  |
| ------- | ------------------- | ------------------------------- | ---------------------- |  |
| 1       | 12                  | 1 juni 2008 – 27 augustus 2008  | 31 maart 2009          |  |
| 2       | 15                  | 19 april 2009 – 9 augustus 2009 | 9 maart 2010           |  |
| 3       | 13                  | 31 maart 2010 – 30 juni 2010    | 29 maart 2011          |  |
| 4       | 13                  | 1 mei 2011 – ...                | onbekend               |  |

## Seizoen 1
| Aflevering | Titel                          | Uitzenddatum     |  |
| --- | ------------------------------ | ---------------- |  |
| 1 (1-01) | Pilot                          | 1 juni 2008      |  |
| In de eerste aflevering ontmoeten we Mary Shannon, een Amerikaan die werkt voor de Witness Protection Program (WITSEC). Mary probeert te achterhalen wat er fout ging bij een gangster die werd vermoord tijdens haar bescherming.                                                                     |                                |                  |  |
| 2 (1-02) | Hoosier Daddy                  | 8 juni 2008      |  |
| Het werk wordt ingewikkelder wanneer Mary de zaak van Leo Billups overneemt. Leo zag dat zijn moeder werd vermoord en gaat getuigen tegen de mensen die haar vermoord hebben met steun van zijn vader.                                                                                                 |                                |                  |  |
| 3 (1-03) | Never the Bride                | 15 juni 2008     |  |
| Mary's opdracht deze week is Treena Morris beschermen. Treena is een kunstenaar die is getrouwd met een diamantsmokkelaar. Nadat ze is gearresteerd door de FBI besluit ze alles te vertellen over haar man en zijn vrienden. Terwijl Mary haar veilig probeert te houden gebeuren er allerlei dingen. |                                |                  |  |
| 4 (1-04) | Trojan Horst                   | 22 juni 2008     |  |
| Mary en Marshall nemen een zaak aan waarin ze te maken krijgen met Horst Vanderhoff, een huurmoordenaar. |                                |                  |  |
| 5 (1-05) | Who Shot Jay Arnstein          | 29 juni 2008     |  |
| Jay Arnstein wordt in bescherming gezet vanwege een rechtszaak. Maar als Jay wordt neergeschoten komen alle geheimen langzaam boven water. |                                |                  |  |
| 6 (1-06) | High Priced Spread             | 6 juli 2008      |  |
| Er zijn twee broers toegewezen aan Mary. Deze broers hebben bescherming nodig door een gokverslaving. |                                |                  |  |
| 7 (1-07) | Iris Doesn't Live Here Anymore | 13 juli 2008     |  |
| De nabijheid van een familie wordt getest wanneer hun dochter getuige is van een schietpartij. |                                |                  |  |
| 8 (1-08) | Don of the Dead                | 20 juli 2008     |  |
| Mary moet uitvinden of een auto-ongeluk wel echt een ongeluk was. Waarschijnlijk had het ongeluk een verband met iets uit het verleden. |                                |                  |  |
| 9 (1-09) | Good Cop, Dead Cop             | 27 juli 2008     |  |
| Robert Eps, een agent uit Chicago, getuigt tegen zijn corrupte collega's. |                                |                  |  |
| 10 (1-10) | To Serge with Love             | 3 augustus 2008  |  |
| Natasha, een Oekraïense accountant, krijgt het zwaar wanneer ze erachter komt dat haar nieuwe vriend ook in het Witness Protection Program zit. |                                |                  |  |
| 11 (1-11) | Stan By Me                     | 10 augustus 2008 |  |
| Mary is ontvoerd en ondertussen worden er in New Jersey meerdere mensen ontvoerd en gedood. Als de FBI werkt aan Maria's ontvoering lijkt er een verbinding tussen de twee verdachten. |                                |                  |  |
| 12 (1-12) | A Fine Meth                    | 17 augustus 2008 |  |
| Mary keert terug naar huis om na te denken over haar vriend, hij kan haar carrière kosten. Stan en Marshall zoeken naar een manier om de naam van de Shannon-zusters te zuiveren. |                                |                  |  |

## Seizoen 2
| Aflevering | Titel                         | Uitzenddatum    |  |
| --- | ----------------------------- | --------------- |  |
| 13 (2-01) | Gilted Lily                   | 19 april 2009   |  |
| Mary helpt drie broers en zussen door ze te beschermen nadat hun moeder, een voormalig getuigelid, dood is aangetroffen in haar huis. |                               |                 |  |
| 14 (2-02) | In My Humboldt Opinion        | 26 april 2009   |  |
| Mary wordt onderzocht door een psychiater om te bepalen of zij klaar is om geheel terug te keren op haar werk. |                               |                 |  |
| 15 (2-03) | A Stand-Up Triple             | 3 mei 2009      |  |
| Een moeder en haar kinderen zijn terughoudend in een rechtszaal. Mary ontdekt al snel dat het gedrag van een kind anders is en ontdekt waarom. Brandi is het oneens met een bezoek aan een Anonieme Alcoholisten-vergadering als Jinx een nieuwe man ontmoet.                                                |                               |                 |  |
| 16 (2-04) | Rubble With A Cause           | 10 mei 2009     |  |
| Wanneer een getuige is ingesloten in een ingestort gebouw moet Mary hem in leven houden. Op hetzelfde moment moet ze hem beschermen voor zijn voormalige partner. |                               |                 |  |
| 17 (2-05) | Aguna Matatala                | 17 mei 2009     |  |
| Mary krijgt een zaak met een orthodoxe jood toegewezen. Maar de vrouw van de jood (die was geschokt door zijn gedrag) weigert bescherming en vraagt een echtscheiding aan. |                               |                 |  |
| 18 (2-06) | One Night Stan                | 31 mei 2009     |  |
| Stans eerste getuige uit 1988 duikt op en zijn motivatie om de FBI te helpen valt wel erg op. Hij wordt de hoofdverdachte van een zaak. |                               |                 |  |
| 19 (2-07) | Duplicate Bridge              | 7 juni 2009     |  |
| Een getuige van Marshall, een architect van een brug die is ingestort, lijkt zelfmoord te hebben gepleegd. Maar Marshall is ervan overtuigd dat hij zijn zelfmoord in scène heeft gezet om gerechtigheid te krijgen. Marshall en Mary zoeken de baas van het bouwbedrijf van de brug, maar die is spoorloos. |                               |                 |  |
| 20 (2-08) | A Frond in Need               | 14 juni 2009    |  |
| Mary en Marshall onderzoeken een zaak over een man die verantwoordelijk kan zijn voor een aantal moorden en het neersteken van een van Mary's vrienden. |                               |                 |  |
| 21 (2-09) | Who's Bugging Mary?           | 21 juni 2009    |  |
| FBI-agent O'Connor duikt weer op om Brandi te arresteren voor drugshandel en moord. Maria is vastbesloten om hem te helpen. |                               |                 |  |
| 22 (2-10) | Miles to Go                   | 28 juni 2009    |  |
| Mary probeert de vermiste zoon van een getuige die weigert in de rechtbank te getuigen te vinden. |                               |                 |  |
| 23 (2-11) | Jailbait                      | 12 juli 2009    |  |
| De tienerdochter van een getuige begint aan gedurfde romantiek. Raphaels moeder begint aan de planning van Mary's bruiloft zonder haar toestemming. |                               |                 |  |
| 24 (2-12) | Training Video                | 19 juli 2009    |  |
| Mary maakt een opleidingsvideo met een filmploeg. Ondertussen bereidt Marshall een regeling voor zodat een gangster naar de begrafenis van zijn zoon kan gaan. |                               |                 |  |
| 25 (2-13) | Let's Get it Ahn              | 26 juli 2009    |  |
| Een gemene getuige is betrokken bij een moord. Maria en Marshall voelen dat de bewijzen geen zin hebben. |                               |                 |  |
| 26 (2-14) | Once a Ponzi Time             | 2 augustus 2009 |  |
| Een investeerder geeft bijna al zijn geld uit aan bescherming. Hij komt in de schulden wanneer iemand uit het verleden losgeld eist. |                               |                 |  |
| 27 (2-15) | Don't Cry for Me, Albuquerque | 9 augustus 2009 |  |
| De Amerikaanse overheid helpt een politieke activist door hem ergens onder te brengen bij Mary. |                               |                 |  |

## Seizoen 3
| Aflevering | Titel                     | Uitzenddatum  |  |
| --- | ------------------------- | ------------- |  |
| 13 (3-01) | Father Goes West          | 31 maart 2010 |  |
| Na Mary's ontslag uit het ziekenhuis mag ze weer terug naar haar werk. Ondertussen gaat Marshall op zoek naar de identiteit van de schutter van Maria.                                                                          |                           |               |  |
| 14 (3-02) | When Mary Met Marshall    | 7 april 2010  |  |
| Mary moet zich nu echt gaan bedenken wat er echt is gebeurd. |                           |               |  |
| 15 (3-03) | Coma Chameleon            | 14 april 2010 |  |
| Agent Wade Guthrie wordt na drie jaar wakker uit zijn coma. Hij ontdekt al snel dat hij bescherming krijgt van Mary. Ondertussen komt Raphaels tante Rita om Mary & Raphs bruiloft te bespreken.                                |                           |               |  |
| 16 (3-04) | Whistle Stop              | 21 april 2010 |  |
| Mary en Marshall proberen FBI-agent Mike Faber te overtuigen. Stan heeft ondertussen te maken met een ex-bokser die lijdt aan boks-dementie.                                                                                    |                           |               |  |
| 17 (3-05) | Fish or Cut Betta         | 28 april 2010 |  |
| Dominic, een voormalige huurmoordenaar met een liefde voor explosieven, is voor het eerst verliefd. Mary vreest dat hij niet goed kan omgaan met een afwijzing. Ondertussen verwelkomt het WITSEC-kantoor een nieuwe directeur. |                           |               |  |
| 18 (3-06) | No Clemency for Old Men   | 5 mei 2010    |  |
| Wanneer een bankrover al heel lang in de gevangenis zit helpt Mary hem weer terug te laten vallen in de misdaad. |                           |               |  |
| 19 (3-07) | Love's Faber Lost         | 12 mei 2010   |  |
| FBI-agent Mike Faber duikt ineens weer op in Mary's leven. Hij geeft haar een nieuwe getuige, Natalie: een belangrijke getuige in een landelijke hypotheekfraudezaak.                                                           |                           |               |  |
| 20 (3-08) | Son of Mann               | 19 april 2010 |  |
| Brandi keert terug naar Albuquerque met een verdacht verhaal over haar verdwijning en een onverwachte gast verbonden met haar verleden.                                                                                         |                           |               |  |
| 21 (3-09) | Death Becomes Her         | 2 juni 2010   |  |
| Een vrouw uit een misdaadfamilie heeft een gezondheidsprobleem. Haar neef bedreigt haar en ze besluit om actie te ondernemen door de FBI in te schakelen. Er is alleen een probleem.                                            |                           |               |  |
| 22 (3-10) | Her Days Are Numbered     | 9 juni 2010   |  |
| ... |                           |               |  |
| 23 (3-11) | The Born Identity         | 16 juni 2010  |  |
| ... |                           |               |  |
| 24 (3-12) | Witsec Stepmother         | 23 juni 2010  |  |
| ... |                           |               |  |
| 25 (3-13) | A Priest Walks Into a Bar | 30 juni 2010  |  |
| ... |                           |               |  |